# Барбара Морган
Барбара Реддінг «Барб» Морган (англ. Barbara Radding «Barb» Morgan), народилася 28 листопада 1951, Фресно, Каліфорнія, США) — американська астронавтка. Здійснила космічний політ на багаторазовому кораблі «Індевор» за програмою STS-118 тривалістю 12 діб 17 годин 55 хвилин 34 секунди.
Перша учителька у космосі.

## Освіта
- 1973 — закінчила Стенфордський університет і отримала ступінь бакалавра з біології людини.
- 1974 — у Коледжі Нотр-Дам[en] (тепер Університет Нотр-Дам) отримала кваліфікацію вчителя.

## Викладання
1974 почала викладати читання і математику в індіанській резервації Флетхед) початкової школи переписної місцевості Арлі штату Монтана. З 1975 до 1998 рік (з перервами) викладала читання та математику в 2-х, 3-х, 4-х класах початкової школи Мак-Колл-Доннеллі (англ. McCall-Donnelly Elementary School) міста Мак-Колл, штат Айдахо.
З 1978 до 1979 року викладала англійську та природознавство в Американському коледжі),Кіто, Еквадор.
1985 вона була відібрана для участі в програмі НАСА «Вчитель в космосі». 1990 року НАСА відмовилася від програми «Вчитель в космосі» і Барбара Морган повернулася викладати в школу Мак-Колл-Доннеллі.
У січні 1998 року вона, без проходження відбору, була зарахована кандидатом в астронавти.
У серпні 2008 року полишила НАСА і почала викладати в Університеті Бойсе).

## Тренування

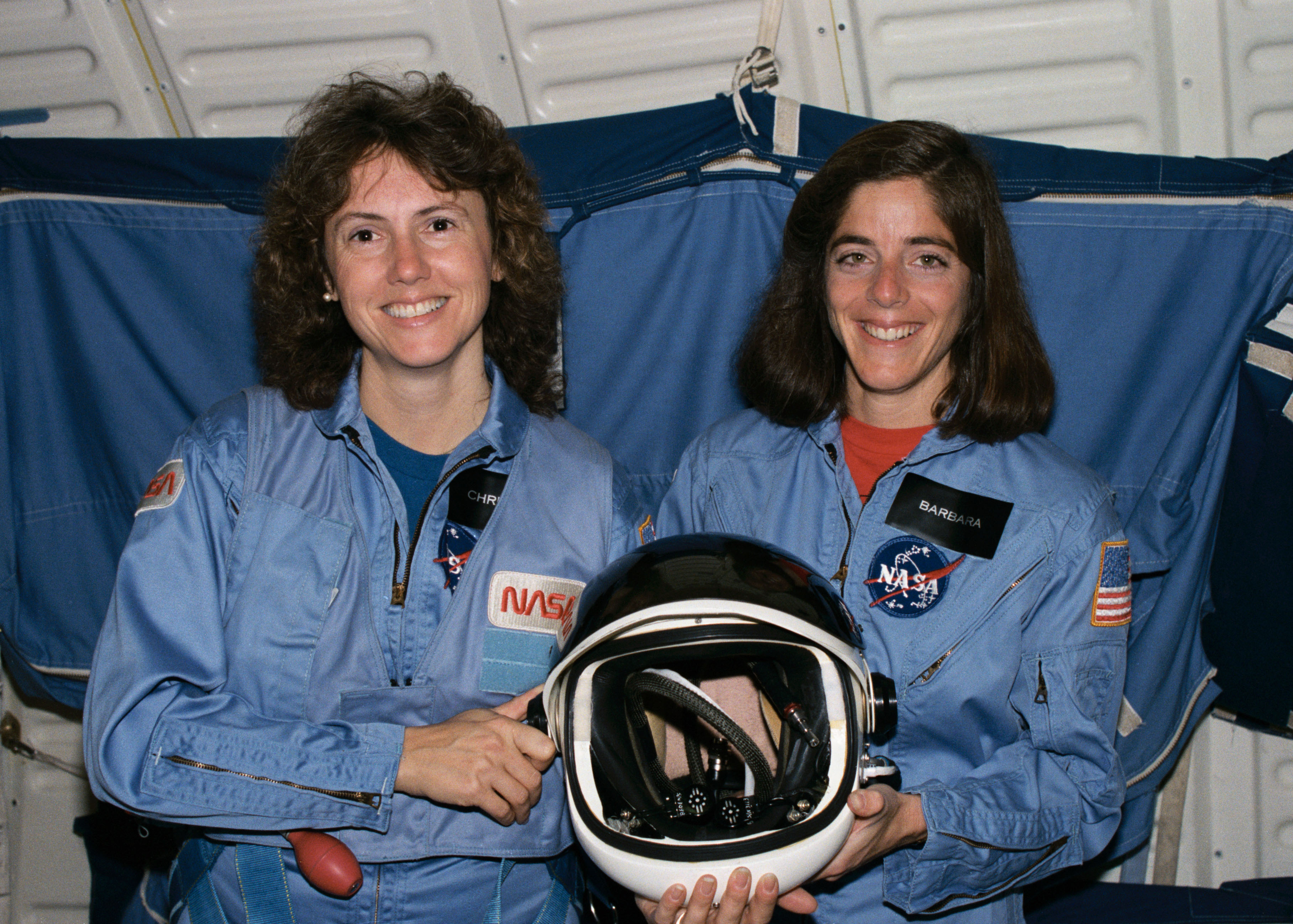
Морган (праворуч) і Кріста Маколіфф, 1985.

1985 року вона була відібрана для участі в програмі НАСА «Вчитель в космосі». 19 липня 1985 року Барбара Морган була призначена дублеркою Крісти Мак-Оліфф у місії НАСА Челленджер STS-51L.
Після загибелі Челленджера 28 січня 1986 року, у 1990 році НАСА відмовилася від програми «Вчитель в космосі» і Барбара Морган повернулася викладати в школу Мак-Колл-Доннеллі.
У січні 1998 року вона, без проходження відбору, була зарахована кандидаткою в астронавти. З червня 1998 року вона почала проходити підготовку разом з кандидатами у астронавти «17-го набору», після завершення якої отримала кваліфікацію спеціаліст польоту.
12 грудня 2002 року Барбара Морган була призначена спеціалістом польоту в екіпажі шаттла «STS-118», місія якого до МКС планувалася на листопад 2003 року.
У зв'язку із загибеллю шаттла Колумбія 1 лютого 2003 року політ був перенесений.
У серпні 2008 року Барбара покинула загін астронавтів НАСА і стала викладати в Університеті Бойсе).

## Космічний політ
8 серпня 2007 року, після 21 року очікування, Барбара Морган зробила свій перший і єдиний космічний політ на шаттлі «Індевор». Під час свого польоту вона здійснила кілька сеансів зв'язку зі шкільними класами, зокрема зі школою Мак-Колл-Доннеллі, де викладала довгий час, крім того вона брала участь у кількох експериментах в галузі космічної біології.

## Особисте життя
Барбара одружена з письменником Клеєм Морганом і живе в місті Мак-Кол, штат Айдахо. У неї двоє синів. Вона флейтистка, також захоплюється джазом, літературою, пішим туризмом, плаванням та біговими лижами.